# Miss Universe 1931

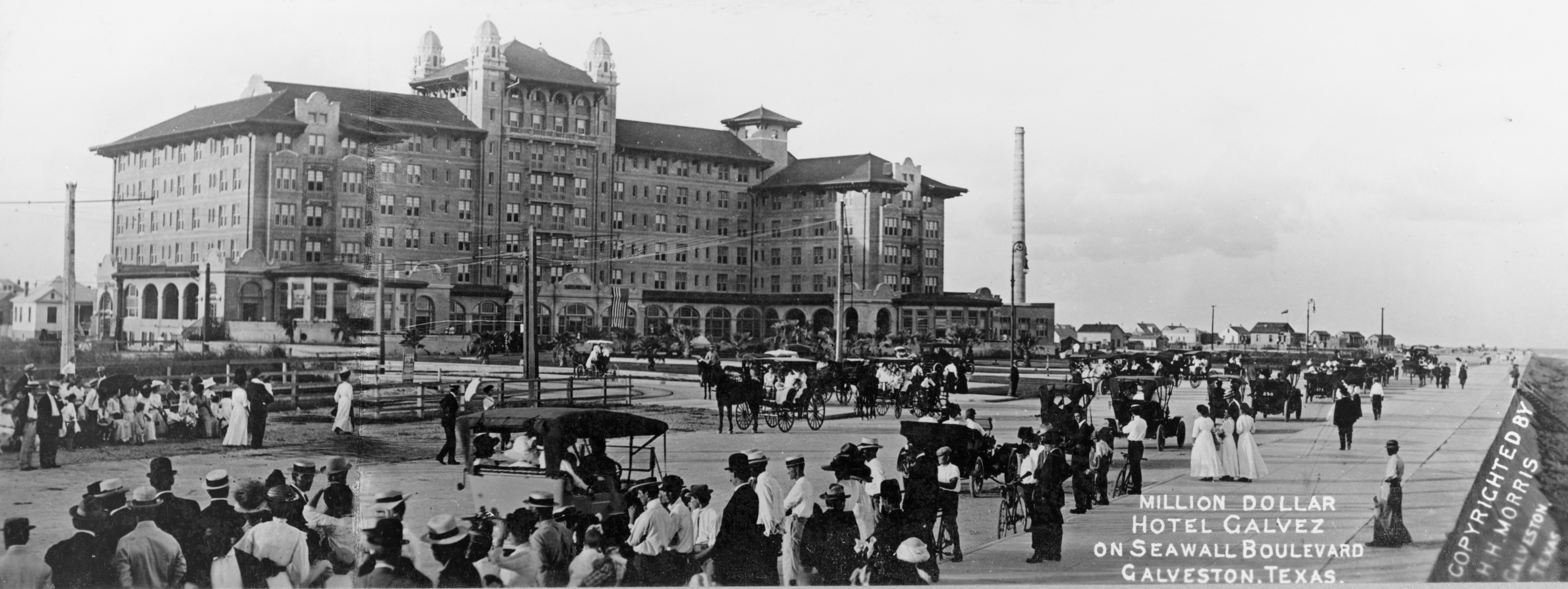
Das Hotel Galvez, Ort der Veranstaltung. (Hier ein Bild von 1911).

Der Schönheitswettbewerb um die Miss Universe 1931 fand unter dem Namen Sixth International Pageant of Pulchritude and Twelfth Annual Bathing Girl Revue am 16. Juni 1931 in Galveston statt. Etwa 150.000 Zuschauer sollen sich jährlich die Badeanzug-Parade auf dem Galveston Boulevard angesehen haben.
Es gab 36 Bewerberinnen (28 aus den  Vereinigten Staaten und 8 Ausländerinnen). Die ersten zehn Platzierten gewannen Geldpreise und die Siegerin zusätzlich den Titel Miss Universe.

## Platzierungen
| Platz              | Kandidatin         | Kandidatin                                  |
| ------------------ | ------------------ | ------------------------------------------- |
| 1.                 | Miss Belgien       | Netta Duchâteau                             |
| 2.                 | Miss USA           | Ann Lee Patterson ( Miss Northern Kentucky) |
| 3.                 | Miss Memphis       | Lena Thomas                                 |
| 4.                 | Miss Deutschland   | Daisy Freiberg                              |
| 5.                 | Miss Atlanta       | Pat Hall                                    |
| Top 7              |                    |                                             |
| Miss Dallas        | Miss Dallas        | Eugenie Tullis                              |
| Miss Joplin        | Miss Joplin        | Gertrude Hoffman                            |
| Semi-Finalistinnen |                    |                                             |
| Miss Dänemark      | Miss Dänemark      | Karen Schentz                               |
| Miss New Orleans   | Miss New Orleans   | Dorothy Lamour                              |
| Miss Norwegen      | Miss Norwegen      | Gerd Johansen                               |
| Miss San Angelo    | Miss San Angelo    | Dorothea Lee                                |
| Miss St. Louis     | Miss St. Louis     | Gene Rafal                                  |
| Miss Wichita       | Miss Wichita       | Gunda Lee Selling                           |
| Miss Wichita Falls | Miss Wichita Falls | Lois Campbell                               |

## Vollständige Teilnehmerliste
| Ausländische Kandidatinnen (Bei Namen in kursiver Schrift ist die Schreibweise fragwürdig) - Miss Belgien – Netta Duchâteau - Miss Dänemark – Karen Schentz - Miss Deutschland – Daisy Freiberg - Miss Frankreich – Lucienne Nahmias - Miss Norwegen – Gerd Johansen - Miss Österreich – Inez Monlassa - Miss Rumänien – Erastia („Tia“) Peretz - Miss Schweden – Inga Norberg | USA, Staaten oder Regionen - Miss Central Texas – Audina Pruitt - Miss Eastern Kentucky – Alice Pelero - Miss Georgia – Sally Jackson - Miss Hudson Valley – Louise O’Neill - Miss Long Island – Ann Rose Jablonski - Miss Louisiana – Mildred Kingsbury - Miss North Texas – Estelle Martin - Miss Northern Kentucky – Anne Lee Patterson - Miss West Texas – Leona Leedom - Miss Wyoming Valley – Mary Dvorsak | USA, Städte - Miss Atlanta – Pat Hall - Miss Council Bluffs – Lula Mcdonald - Miss Dallas – Eugenie Tullis - Miss Fort Worth – Selma Milling - Miss Joplin – Estelle Gertrude Hoffman - Miss Memphis – Lena Thomas - Miss New Orleans – Dorothy Lamour - Miss New York City – Peggy Helen Coleman - Miss Oak Cliff – Frances Allison - Miss Pottsville – Ethel Brown - Miss San Angelo – Dorothea Lee - Miss Scranton – Elinor Klein - Miss Springfield (Illinois) – Helen Westenberger - Miss Springfield (Missouri) – Helen Eugenia Bennett - Miss St. Louis – Gene Rafal - Miss Wichita – Gunda Lee Selling - Miss Wichita Falls – Lois Campbell - Miss Wilkes-Barre – Ruth Loughran |